# Dezember, 1-31
Pour plus de détails, voir Fiche technique et Distribution.
Dezember, 1-31 est un film allemand réalisé par Jan Peters, sorti en 2000.

## Synopsis
Pendant un mois, le réalisateur a filmé trois minutes de sa vie. Le sujet du film est le deuil de son meilleur ami Grobi.

## Fiche technique
- Titre : Dezember, 1-31
- Réalisation : Jan Peters
- Pays :  Allemagne
- Genre : Documentaire et expérimental
- Durée : 97 minutes
- Dates de sortie : 
  -  Allemagne : 2000

## Distinctions
Lors du festival du film de Sarajevo, le film a remporté le Cœur de Sarajevo du meilleur film et le prix FIPRESCI.